# Talaus yuyang
Espèce
Talaus yuyang est une espèce d'araignées aranéomorphes de la famille des Thomisidae.

## Distribution
Cette espèce est endémique de Chine. Elle se rencontre à Chongqing et à Hainan.

## Description
Le mâle holotype mesure 1,68 mm et la femelle paratype 1,84 mm.

## Systématique et taxinomie
Cette espèce a été décrite par Yao et Liu en 2024.

## Étymologie
Cette espèce est nommée en l'honneur de Yu-yang Zhou. 

## Publication originale
- Li, Yao, Xiao, Xu & Liu, 2024 : « Notes on species of Talaus Simon, 1886 (Araneae, Thomisidae) from China, with descriptions of two new species. » ZooKeys, vol. 1190, p. 195-212 (texte intégral).